# Полежаєвська (станція метро)
Полежаєвська — станція Тагансько-Краснопресненської лінії Московського метрополітену, розташована між станціями «Октябрське поле» і «Бігова».
Відкрита 30 грудня 1972 у складі черги «Барикадна» — «Октябрське поле». Названа на честь В. Д. Полежаєва, бригадира прохідників, а потім начальника Московського метробуду. Одна з небагатьох московських станцій, що отримали назву не по міському об'єкту, розташованого поблизу.
Розташована під Хорошевським шосе (Хорошевський район).

## Вестибюлі й пересадки
На станції два підземних вестибюлі, кожен виводить у підземний перехід під Хорошевське шосе. До західного вестибюля з пасажирської платформи ведуть сходи, до східного — сходи і однострічковий ескалатор (працює на підйом пасажирів). Невикористовувана платформа влаштована симетрично.
14 листопада 2015 року — 30 грудня 2016 року східний вестибюль закритий через реконструкцію під час будівництва переходу на станцію «Хорошевська» Великої кільцевої лінії.

## Пересадки
- Хорошевська
- Хорошево
- Автобуси: м35, 48, 155, 294, 322, с339, 345, с364, 390, 391, 597, 800, т21, т43, т65, т86

## Технічні характеристики
Конструкція станції — колонна трипрогінна мілкого закладення (чотириплатформенного типу) (глибина закладення — 10 м). Довжина тупикової колії — 340 м. Кількість колон в ряду — 25.
Станція має незвичайну для Московського метрополітену конфігурацію — вона складається з двох платформ і трьох колій, проте одна платформа і одна (третя) колія не використовуються і закриті від пасажирів. Спочатку невикористовувана колія і платформа призначалися для відгалуження, прямуючого в Срібний Бор і Строгіно, проте цей проект було відхилено. 

## Колійний розвиток

Схема колійного розвитку станції «Полежаєвська»

На перегоні між «Полежаєвською» і «Біговою» у бік центру знаходиться стрілка та відгалуження, яке веде на закриту для пасажирів третю колію станції, а на перегоні у бік «Октябрського поля» є заділ для відгалуження наліво, який і вів би у Срібний Бор. Третя колія використовується для нічного відстою трьох (два у продовженні тупика і один — на станції) потягів.

## Оздоблення
Восьмигранні колони покриті білим і жовтим хвилястим мармуром різних відтінків. Колійні стіни облицьовані білою глазурованою керамічною плиткою. Підлога викладена сірим гранітом. Стіни і колони касових залів облицьовані сірим мармуром. У вестибюлі встановлено меморіальну дошку на честь В. Д. Полежаєва.